# 印度尼西亞—塞內加爾關係
印度尼西亞－塞内加尔關係（印尼語：Hubungan Indonesia dengan Senegal，法文：Relations entre le Indonesie et le Sénégal）是指印度尼西亞和塞内加尔之間的雙邊關係。两国均为不结盟运动、伊斯蘭合作組織、77国集团成员国

## 政治往来
早在两国分别为荷兰、法国殖民地期间，塞内加尔的利奥波德·塞达尔·桑戈尔就曾经与印尼独立运动家穆罕默德·哈達在1927年参加了在布鲁塞尔举行的反對帝國主義大同盟。在印尼宣布脫離荷蘭獨立后，利奥波德·塞达尔·桑戈尔又于1955年参加了在印尼举行的万隆会议，桑哥在会后表示万隆会议对于黑人性運動的发展壮大起到了较大的影响。1959年，印尼首任总统苏加诺访问了尚未独立的塞内加尔。
虽然塞内加尔在1960年8月即已经宣布脱离法国独立，但是直到利奥波德·塞达尔·桑戈尔即将卸任的1980年10月3日，印尼才与塞内加尔建立了全面的外交关系。1982年，印尼在达喀尔开设大使馆，同时兼辖印尼在冈比亚、几内亚、几内亚比绍、塞拉利昂、科特迪瓦、马里及佛得角等西非国家的利益。但塞内加尔没有在印尼开设大使馆，塞内加尔对印尼的相关事务由该国驻日本大使馆兼辖。

## 经贸关系
印尼驻塞内加尔大使馆是除驻尼日利亚大使馆之外，印尼在西非仅有的另外一座大使馆，因此，印尼亦视塞内加尔为印尼商品进入西非的门户国家之一。
2013年10月31日至11月1日，印尼向塞內加爾和岡比亞派出貿易代表團推廣印尼產品。在這次貿易訪問期間，塞內加爾政府同意從印尼飛機製造商印尼航太購買兩架 CN-235運輸機。
2012年兩國雙邊貿易額達到4610萬美元，印尼处于贸易顺差，對塞內加爾的出口額為4300萬美元。印度尼西亞對塞內加爾的主要出口产品包括動植物油、機械、化學品、服裝和工具。2016年，印尼、塞内加尔的双边贸易额约为8190万美元，同比上年下降了8.5%。2012-2016年兩國貿易總額上升趨勢為16.97%。印度尼西亞的非石油產品贸易順差為31.07%。

## 相关链接
- 印尼驻塞内加尔大使馆关于塞内加尔的国情介绍 （页面存档备份，存于）
- 印尼驻塞内加尔大使馆首页 （页面存档备份，存于）
- 塞内加尔驻日本大使馆 （页面存档备份，存于） （法文）
- 塞内加尔驻日本大使馆 （页面存档备份，存于）的推特官方账号